# Antonio Quirós
Pour les articles homonymes, voir Quirós (homonymie).
Antonio Manuel Ruiz Quirós Arroyo, plus connu sous le nom d'Antonio Quirós, né à Santander le 29 août 1912 et mort le 9 mai 1984 à Londres, est un peintre et graveur espagnol.

## Biographie
Antonio Quirós naît à Santander le 29 août 1912. Il est le neveu de la peintre cubiste María Blanchard, établie à Paris, qu'il rejoint dans sa jeunesse.
En Espagne, il est proche de l'avant-garde locale auprès des poètes Gerardo Diego et Federico García Lorca. Pendant la Seconde République, il collabore avec ce dernier au sein de la troupe de La Barraca où il élabore certains décors. 
Lorsque la Guerre d'Espagne éclate en 1936, il combat du côté des Républicains. Il doit s'exiler en France peu avant la chute de Santander, ville prise par les nationalistes en 1937. 
Pendant la Seconde Guerre mondiale, il rejoint la Résistance contre l'occupation allemande et subit la déportation dans les camps de concentrations nazis.
Après guerre, il reste à Paris et étudie à l'Académie Julian et à la Grande Chaumière de Paris. En 1948, il expose à Stockholm et à Paris avec Pablo Picasso.
Il revient en Espagne en 1951, s'établit à Madrid, avant de voyager aux États-Unis. Il installe son atelier sur le Paseo del Prado en 1961.  
Antonio Quirós meurt à Londres le 9 mai 1984. Il est inhumé au cimetière de Ciriego, à Santander.

## Postérité
- Une salle du Musée d'Art Moderne de Santander et une rue de la ville portent son nom[5].
- L'œuvre La Ronda, qu'il peint en 1973, est exposée à l'aéroport Adolfo Suárez Madrid-Barajas[6].